# Ben Swift

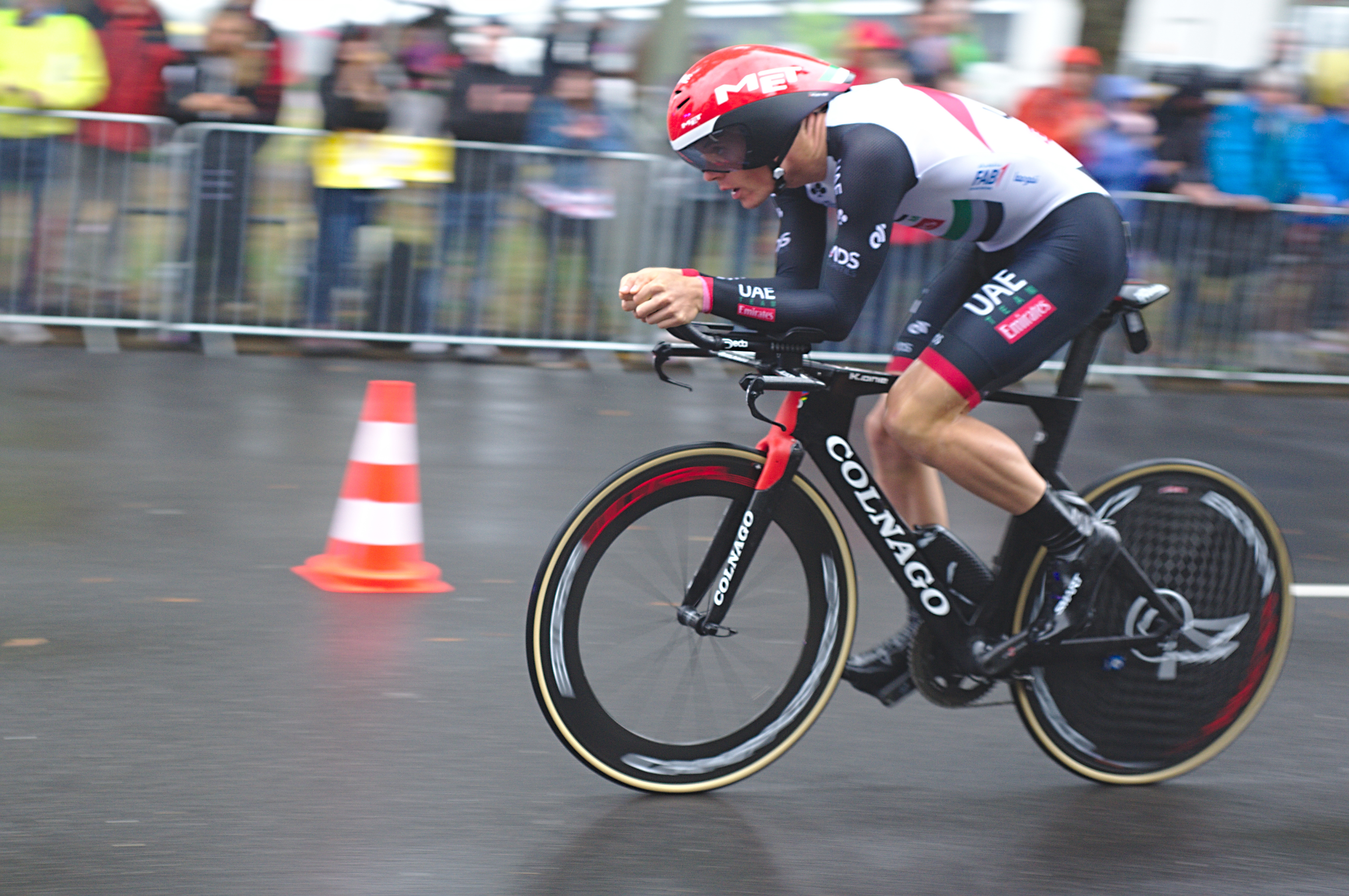
Swift beim Grand Départ der Tour de France 2017 in Düsseldorf

Benjamin Ian Swift (* 5. November 1987 in Rotherham) ist ein britischer Bahn- und Straßenradrennfahrer.

## Sportliche Karriere
Von Beginn seiner Radsportlaufbahn an war Ben Swift gleichermaßen erfolgreich auf Straße und Bahn. 2004 wurde er britischer Meister der Junioren im Punktefahren auf der Bahn. 2006 wurde er nationaler Vizemeister in der Mannschaftsverfolgung und 2007 U23-Europameister in derselben Disziplin. Auf der Straße gewann er 2007 eine Etappe des Giro delle Regioni und bekam einen Platz als Stagiaire bei dem Professional Continental Team Barloworld. 2008 wurde er bei den Straßenweltmeisterschaften Vierter im Straßenrennen der U23, ebenso bei den Europameisterschaften. Das Straßenrennen bei den Olympischen Spielen 2008 in Peking konnte er nicht beenden.
Zwischen 2008 und 2011 entschied Swift mehrfach Etappen bei Rundfahrten für sich, 2010 gewann er die Tour de Picardie und 2011 eine Etappe der Tour de Romandie. Ab 2009 startete er bei sechs großen Landesrundfahrten, seine beste Platzierung war Rand 83 bei der Tour de France 2017.
Bei den UCI-Bahn-Weltmeisterschaften 2012 in Melbourne errang Swift drei Medaillen: im Scratch eine goldene und jeweils eine silberne im Punktefahren sowie gemeinsam mit Geraint Thomas im Zweier-Mannschaftsfahren; anschließend startete er vorrangig auf der Straße. Im selben Jahr gewann er zwei Etappen der Polen-Rundfahrt. 2014 sowie 2015 war er auf einer Etappe der Settimana Internazionale erfolgreich, 2014 zudem mit seinem Team beim Mannschaftszeitfahren. 2014 belegte er bei Mailand–Sanremo Platz drei und 2016 Platz zwei.
2017 wurde Ben Swift bei den Straßenweltmeisterschaften im norwegischen Bergen Fünfter des Straßenrennens. Im Jahr 2019 wurde Swift britischer Meister im Straßenrennen.

## Erfolge

### Straße
2007
- eine Etappe Giro delle Regioni

2008
- Coppa della Pace
- eine Etappe Giro della Valle d’Aosta Mont Blanc

2009
- eine Etappe Tour of Britain

2010
- Gesamtwertung und eine Etappe Tour de Picardie

2011
- zwei Etappen Tour Down Under
- eine Etappe Vuelta a Castilla y León
- eine Etappe Tour de Romandie
- eine Etappe Kalifornien-Rundfahrt

2012
- zwei Etappen Polen-Rundfahrt

2014
- eine Etappe und Mannschaftszeitfahren Settimana Internazionale
- eine Etappe Baskenland-Rundfahrt

2015
- eine Etappe Settimana Internazionale

2016
- Punktewertung Ruta del Sol

2019
- Britischer Meister – Straßenrennen

2021
- Britischer Meister – Straßenrennen

### Bahn
2004
- Britischer Junioren-Meister – Punktefahren

2005
- Britischer Junioren-Meister – Scratch

2007
- U23-Europameister – Mannschaftsverfolgung (mit Jonathan Bellis, Steven Burke und Peter Kennaugh)

2010
- Weltmeisterschaft – Mannschaftsverfolgung (mit Andrew Tennant, Ed Clancy und Steven Burke)

2012
- Weltmeister – Scratch
- Weltmeisterschaft – Punktefahren, Zweier-Mannschaftsfahren (mit Geraint Thomas)

## Grand Tours-Platzierungen
| Grand Tour            | 2009 | 2010 | 2011 | 2012 | 2013 | 2014 | 2015 | 2016 | 2017 | 2018 | 2019 | 2020 | 2021 | 2022 | 2023 | 2024 |
| --------------------- | ---- | ---- | ---- | ---- | ---- | ---- | ---- | ---- | ---- | ---- | ---- | ---- | ---- | ---- | ---- | ---- |
| Giro d’ItaliaGiro     | 132  | –    | –    | –    | –    | 113  | –    | –    | –    | –    | –    | 18   | –    | 66   | 61   | 58   |
| Tour de FranceTour    | –    | –    | 137  | –    | –    | –    | –    | –    | 83   | –    | –    | –    | –    | –    | –    | –    |
| Vuelta a EspañaVuelta | –    | DNF  | –    | 121  | –    | –    | –    | –    | –    | –    | –    | –    | –    | –    | –    | –    |